# Lübsche Straße 14 (Wismar)
Das Wohn- und Geschäftshaus Lübsche Straße 14 in Wismar-Altstadt, Lübsche Straße im Bereich der Fußgängerzone, ist ein barockes Gebäude von um 1750.
Das Gebäude steht unter Denkmalschutz.

## Geschichte

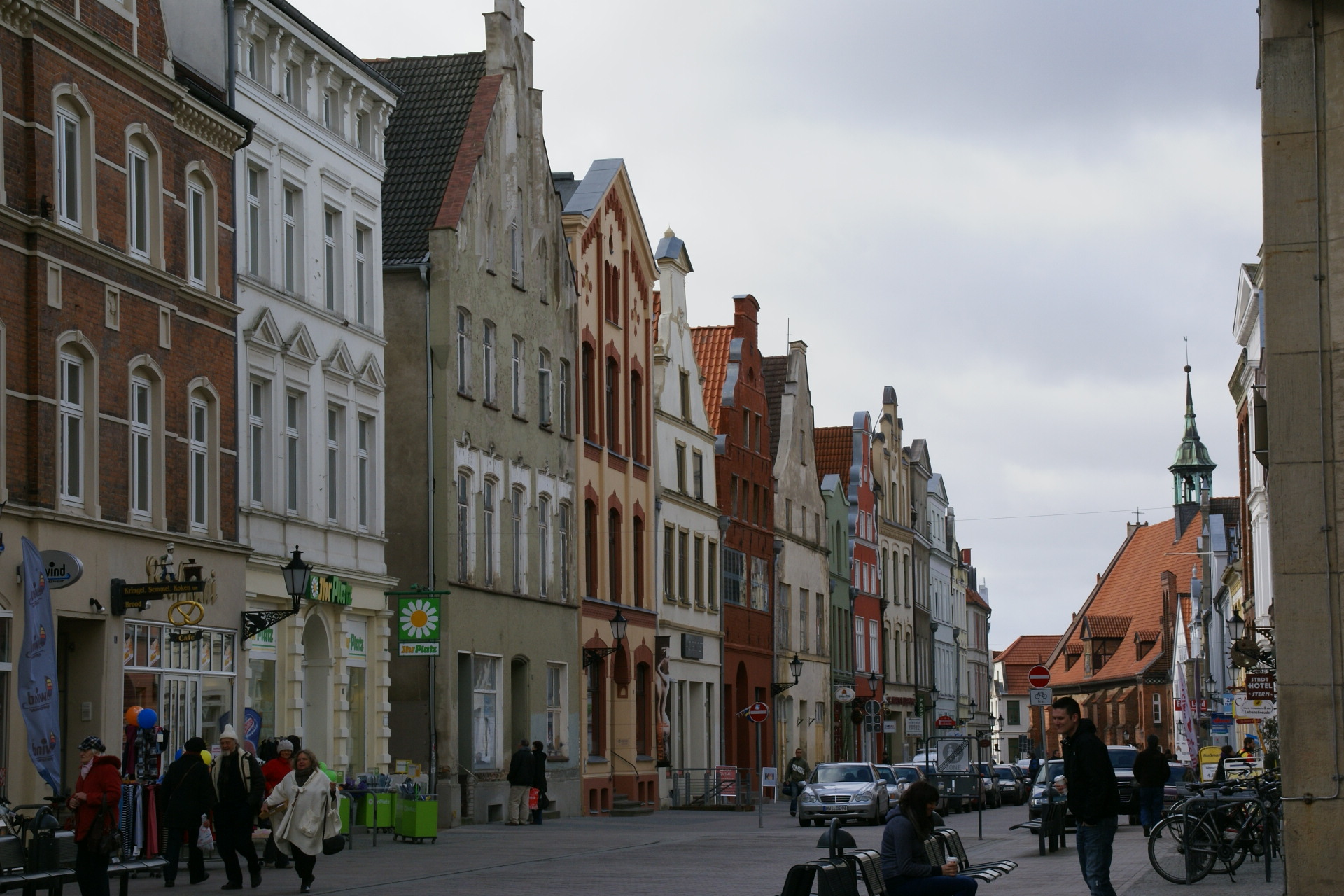
Lübsche Straße mit der Nr. 14

Das zweigeschossige barocke verputzte  Haus von um 1750 mit einem dreigeschossigen  Treppengiebel, der hohen Diele und einer bemalten frühbarocken Erdgeschossdecke, hat Reste aus dem Mittelalter (Brandwände) von um 1659 (Kellerdecke, Wandelemente).
2005 wurden am Gebäude Sicherungsmaßnahmen veranlasst. Von 2008/09 bis 2011/12 führte ein neuer Eigentümer mit Mitteln der Städtebauförderung die Sanierung durch. Das Haus wird nunmehr durch ein Geschäft und zwei Wohnungen genutzt.